# Tanjungrejo (Margoyoso)
Tanjungrejo is een bestuurslaag in het regentschap Pati van de provincie Midden-Java, Indonesië. Tanjungrejo telt 4480 inwoners (volkstelling 2010).